# روش لکه غربی
روش لکه غربی یکی از روش‌های بلاتینگ است که برای تشخیص و آنالیز پروتئین‌ها استفاده می‌شود. این روش یک آزمایش تأییدکننده است و وجود نوعی پادتن(آنتی‌بادی ایمونوگلوبولین نوع جی) علیه چند نوع پروتئین ویروسی را بررسی می‌کند. این روش در مقایسه با تست الیزا، اختصاصی‌تر است ولی از حساسیت کمتری برخوردار است و چون آزمایشی نسبتاً گران محسوب می‌شود، به عنوان اولین آزمایش انجام نمی‌گیرد و بیشتر در تأیید نتایج مثبت شده تست الیزا بکار می‌رود. تست وسترن بلات در همراهی با تست الیزا، بیش از ۹۹٪ مورد اطمینان خواهد بود.

## مراحل وسترن بلاتینگ
این روش آزمایشگاهی دارای ۳ مرحله است: اول انتقال به ژل الکتروفورز دوم انتقال به غشاء نیتروسلولز و سوم شناسایی پروتئین اختصاصی. ابتدا پروتئین‌های تفکیک شده بر روی ژل الکتروفورز به غشاء منتقل می‌شود. سپس از پادتن‌ها (آنتی‌بادی‌ها) برای مشخص کردن پروتئین‌ها استفاده می‌شود. برخلاف روش، روش وسترن بلات یک روش غیر مستقیم جستجوی پادگن است.

## مرحله مسدود سازی[۱]
غشاهای مورد استفاده در بلاتینگ ظرفیت زیادی برای گرفتن پروتئین‌ها دارند (برای مثال ۱۰۰ میکروگرم در هر سانتیمتر مربع از غشای نیتروسلولز) دارند. این خصوصیت اگرچه در جای خود بسیار مطلوب است ولی با اتصال غیر اختصاصی پروتئین‌های نشان دار در مراحل بعدی آزمایش به بروز اختلال در تشخیص منجر می‌شود. از این رو باید مناطق آزاد غشا قبل از مراحل تشخیص مسدود گردد. بهترین راه مسدود کردن این مناطق آزاد استفاده از پروتئین‌هایی است که خود با مواد نشان دار (مثل آنتی‌بادی) واکنش نمی‌دهد. کم هزینه بودن و سهولت تهیه از معیارهای اصلی انتخاب پروتئین مسدودکننده است. در جدول زیر نام و غلظت کاری تعدادی از پروتئین‌های مسدودکننده آمده‌است. دترجنت‌ها نیز می‌توانند از اتصال پروتئین‌ها به غشا جلوگیری کنند. توین-۲۰ معمولترین دترجنت مورد استفاده در این کار است. باید این نکته را توجه کرد که توین -۲۰ در غلظت‌های بالا (بیش از نیم درصد) در پاره‌ای موارد از اتصال لیگاند به پروتئین نیز جلوگیری می‌کند.

## تشخیص با آنتی‌بادی[۱]
پس از بلاتینگ پروتئین‌ها و بلوکه کردن غشا، مرحله تشخیص اختصاصی را می‌توان انجام داد. همانگونه که قبلاً نیز گفته شد ایمونوبلاتینگ در بسیاری از موارد به هدف تشخیص طبی است. در این موارد باندهای انتقال یافته شامل همه یا بخشی از پروتئین‌های پیکره میکروب (باکتری، ویروس یا قارچ) است که وجود یا عدم وجود آنتی‌بادی ضد سرم آن‌ها در سرم انسان یا حیوان بررسی می‌گردد.

## مواد[۱]
بافر تریس نمکی با PH 7.5 (TBS). این بافر شامل تریس ۲۰ میلی مولار و کلرید سدیم ۱۵/۰ مولار است.
بافر تریس نمکی حاوری توین ۰۵/۰ درصد (TBS-T). به هر لیتر از بافر تریس نمکی ۵/۰ میلی لیتر توین- ۲۰ اضافه شود.
آنتی‌بادی اولیه (سرم بیمار یا حیوان ایمن شده). در صورت لزوم با TBS-T رقیق می‌گردد.
آنتی‌بادی ثانویه. این آنتی‌بادی ضد بخش ثابت آنتی‌بادی اول است و با آنزیم (پراکسیداز) کونژوگه شده‌است. رقت مورد نیاز از این آنتی‌بادی در TBS-T تهیه می‌شود.
محلول سوبسترای آنزیم پراکسیداز شامل دی آمینو بنزیدین ۵/۰ میلی‌گرم در میلی لیتر و پراکسید هیدروژن ۱/۰ درصد در TBS است.

## روش آزمایش[۱]
پس از مرحله مسدودسازی، غشا را ۳ بار، هربار ۵ دقیقه در TBS-T بشویید. سپس ۱–۲ ساعت در آنتی‌بادی اول قرار دهید.
غشا را ۴ بار هر بار ۵ دقیقه در TBS-T بشویید. سپس ۱–۲ ساعت در آنتی‌بادی ثانویه (آنتی‌بادی کانژوگه با پراکسیداز) قرار دهید.
غشا را ۴ بار هر بار ۵ دقیقه در TBS-T بشویید. سپس آن را در معرض مقدار کافی از محلول سوبسترا قرار دهید. ظهور باندها معمولاً ۵–۱۵ دقیقه طول می‌کشد. پس از ظهور باندها غشا را در آب مقطر زیاد بشویید. غشا را خشک کرده، در محل تاریک قرار دهید.
توجه شود که دی آمینوبنزیدین یک ماده بسیار سمی است. از تماس با آن خودداری کنید و در استفاده از آن دقت نمایید.

## لینک مرتبط
- تست الیزا
- آزمایش پادتن فلورسانس مستقیم